# Golos Rossii
Golos Rossii (Original Голос России; deutsch Stimme Russlands) war eine russischsprachige Tageszeitung in Berlin von 1919 bis 1922.

## Geschichte
Am 18. Februar 1919 erschien die erste Ausgabe von Golos Rossii in Berlin. Sie wurde von russischen Emigranten gegründet und stand politisch den linken Sozialrevolutionären nahe. Die Zeitung erschien sechsmal wöchentlich. Sie berichtete über internationale Ereignisse, besonders in Russland, und über die Neuigkeiten aus der russischen Gemeinschaft in Berlin. Sie veröffentlichte auch literarische Texte von bekannten Autoren und Autorinnen wie Alexander Blok, Alexej Remisow, Leonid Andrejew, Anna Achmatowa und besonders Andrej Bely, der sich zeitweise in der Zeitung sehr engagierte.
Am 15. Oktober 1922 musste Golos Rossii sein Erscheinen aus wirtschaftlichen Gründen einstellen.